# Westlife (албум)
Westlife е дебютният студиен албум на ирландката група „Уестлайф“, издаден през ноември 1999. Албумът достига номер 2 във Великобритания и първо място в Ирландия. Албумът е с общи продажби от 1 милион и 500 хиляди копия и получава пет пъти платинена сертификация. Издадени са общо 5 сингъла: Swear It Again, If I Let You Go, Flying Without Wings, I Have a Dream/Seasons in the Sun и Fool Again.

## Списък с песните

### Оригинален траклист
1. Swear It Again – 4:08
2. If I Let You Go – 3:41
3. Flying Without Wings – 3:36
4. Fool Again – 3:54
5. No No – 3:14
6. I Don't Wanna Fight – 5:03
7. Change the World – 3:09
8. Moments – 4:17
9. Seasons in the Sun – 4:08
10. I Need You – 3:49
11. Miss You – 3:53
12. More Than Words – 3:54
13. Open Your Heart – 3:38
14. Try Again – 3:34
15. What I Want Is What I've Got – 3:33
16. We Are One – 3:42
17. Can't Lose What You Never Had – 4:23

### Японско издание
1. Story of Love – 3:54

### Австралийско издание
1. I Have a Dream – 4:07

### Американско издание
1. Swear It Again – 4:08
2. Can't Lose What You Never Had – 4:24
3. I Don't Wanna Fight – 5:03
4. My Private Movie – 4:04
5. Flying Without Wings – 3:36
6. If I Let You Go – 3:41
7. Fool Again – 3:54
8. No No – 3:14
9. Miss You – 3:53
10. Open Your Heart – 3:38
11. We Are One – 3:42
12. I Need You – 3:49
13. More Than Words – 3:54

### The Westlife Story
1. The Westlife Story (документален филм)
2. Swear It Again (видеоклип)
3. If I Let You Go (видеоклип)
4. Flying Without Wings (видеоклип)
5. I Have a Dream (видеоклип)
6. Seasons in the Sun (видеоклип)
7. Fool Again (видеоклип)
8. Photo Gallery
9. Hidden Track
10. Trivia Quiz
11. Interactive Scene & Song Selection
12. Weblink
13. Previously Unseen Footage